# Maďarská nezávislá iniciativa
Maďarská nezávislá iniciativa (maďarsky Független Magyar Kezdeményezés, slovensky Maďarská nezávislá iniciatíva zkratka MNI, maďarsky FMK) byla československá a slovenská politická strana, vzniklá roku 1989 jako platforma reprezentující část maďarské etnické menšiny v Československu. V roce 1992 se transformovala do Maďarské občanské strany, jež pak po rozdělení ČSFR působila jen na Slovensku a roku 1998 se sloučila do Strany maďarské koalice.

## Dějiny a ideologie
Vznik strany se datuje do 18. listopadu 1989, kdy ji krátce po sametové revoluci na schůzce v Šaľe založila skupina maďarských aktivistů. Ve dnech 23. a 24. února 1990 se konalo 1. valné shromáždění MNI v Komárně. Ideologicky šlo o stranu obhajoby menšinových etnických zájmů s liberální orientací. V jejích řadách působili intelektuálové ale i dělníci. Působila jako paralelní hnutí v řadách etnických Maďarů k hnutí Verejnosť proti násiliu (VPN). S touto koncepcí úzké spolupráce s VPN ale nesouhlasily další názorové proudy v maďarské menšině a proto vznikly i jiné politické subjekty, působící zcela nezávisle a silněji akcentující obhajobu menšinových zájmů, jako hnutí Együttélés (Spolužitie) nebo Maďarské kresťanskodemokratické hnutie. Předsedou MNI se stal Károly Tóth, od roku června 1990 stál v jejím čele László A. Nagy (* 1948). Mezi zakladateli MNI byl i László Szigeti.
Díky alianci s VPN se MNI brzy po listopadu zapojila do exekutivní moci. V prosinci 1989 se její předák Alexander Varga stal místopředsedou slovenské vlády (vláda Milana Čiče). Už v procesu kooptací počátkem roku 1990 získala i své poslance ve Federálním shromáždění a analogicky i v Slovenské národní radě. Ve volbách roku 1990 kandidovala MNI v koalici s VPN a získala čtyři poslanecké mandáty ve Federálním shromáždění a pět v Slovenské národní radě. Její člen Gábor Zászlós se stal místopředsedou vlády SR (první vláda Vladimíra Mečiara). Získala také posty náměstků ministrů slovenské vlády.
V roce 1992 se MNI přetvořila (paralelně s procesem transformace dalších revolučních hnutí v Československu jako VPN a Občanské fórum) na politickou stranu Maďarská občanská strana, která pak samostatně působila na Slovensku i po zániku Československa a v roce 1998 splynula s dalšími politickými stranami maďarské menšiny trvale do Strany maďarské koalice.